# Angie Dickinson
Angie Dickinson (geboren als Angeline Brown, Kulm (North Dakota), 30 september 1931) is een Amerikaans film- en televisieactrice, die onder andere sergeant Leann 'Pepper' Anderson speelde in de televisieserie Police Woman.

## Biografie

### Jonge jaren
Dickinson is de tweede van vier dochters van Leo H. Brown en Fredericka Hehr. Haar vader was uitgever van een lokale krant. In 1942 verhuisde haar familie naar Burbank, alwaar ze in 1947 afstudeerde aan de Bellamarine Jefferson High School. Ze studeerde aan het Glendale Community College, en haalde in 1954 haar diploma “zaken” aan het Immaculate Heart College. Aanvankelijk wilde ze graag schrijver worden. Tijdens haar studie werkte ze als secretaresse in de Lockheed Air Terminal in Burbank.

### Begin carrière
In 1952 trad Dickinson in het huwelijk met Gene Dickinson, een footballspeler. In 1953 deed ze mee met een schoonheidswedstrijd en eindigde als tweede. Kort hierop begon haar carrière als actrice. Ze nam acteerlessen, en werd enkele jaren later benaderd door NBC voor een gastrol in een aantal shows, waaronder The Colgate Comedy Hour. Ze ontmoette hier Frank Sinatra, die een goede vriend van haar werd.
Op nieuwjaarsdag 1954 maakte Dickinson haar acteerdebuut in een aflevering van Death Valley Days. Dit leidde tot andere rollen in producties als Buffalo Bill Jr, acht afleveringen van Matinee Theatre, City Detective, Gray Ghost, General Electric Theater, The Life and Legend of Wyatt Earp, Broken Arrow, Northwest Passage, Gunsmoke, Tombstone Territory, Cheyenne, Meet McGraw, The Restless Gun, Perry Mason, Mike Hammer, Wagon Train, Men Into Space, en een aflevering van The Fugitive.
Dickinson waagde ook de stap naar film. Lange tijd moest ze het hierin vooral doen met bijrolletjes. In de jaren 50 en 60 werkte ze wel met verscheidene bekende regisseurs en hoofdrolspelers. Haar filmcarrière begon met kleine rollen in Lucky Me (1954), The Return of Jack Slade (1955), Man with the Gun (1955), en Hidden Guns (1956). Ze had voor het eerste een grotere rol in Gun the Man Down (1956) met James Arness, en de Sam Fuller-cultfilm China Gate (1957). In 1960 speelde ze samen met Sinatra in Ocean's 11.

### Als hoofdrolspeelster

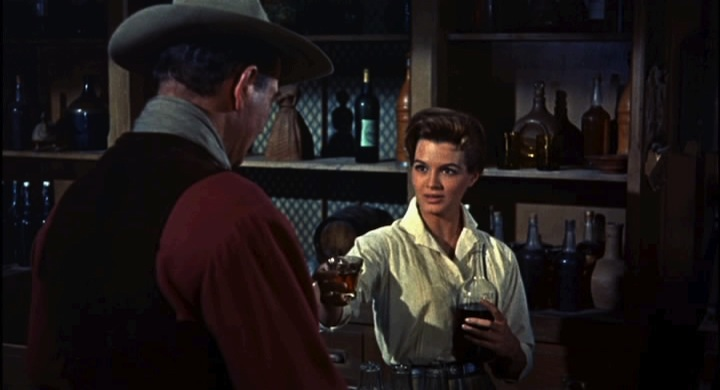
Dickinson met John Wayne in Rio Bravo

Dickinson verwierp het traditionele beeld van het platinablonde sekssymbool dat onder andere was geïntroduceerd door Marilyn Monroe en Jayne Mansfield, omdat ze vond dat dit haar mogelijkheden als actrice te veel beperkte. Ze viel bij veel filmregisseurs op door haar charisma en haar fysiek. De atypische manier waarop ze op het scherm te zien was, leverde haar veel goede kritieken op.
Het was met haar rol in de westernfilm Rio Bravo (1959) van regisseur Howard Hawks dat Dickinson toetrad tot de bekende acteurs van Hollywood. Ze speelde hierin een gokker genaamd Feathers. In de jaren zestig kreeg ze een groot aantal filmrollen aangeboden, waarmee ze een van de meest prominente actrices van die tijd werd. In de film The Killers maakte ze naam als femme fatale.
De film Point Blank uit 1967 was mogelijk Dickinsons beste film uit de jaren zestig. Dit was de eerste film opgenomen in Alcatraz. Een andere bekende filmrol van Dickinson was die van het personage Wilma McClatchie in de film Big Bad Mama (1974).
In 1974 keerde Dickinson terug naar de televisie met een rol in de Police Story. De aflevering waarin zij meespeelde bleek zo populair, dat NBC besloot een complete serie te maken met Dickinson als politieagente. Dit werd Police Woman. De serie was de eerste succesvolle dramaserie met een vrouw in de hoofdrol, en werd een grote hit. In veel landen werd het de best bekeken serie van dat moment. De serie liep vier jaar.

### De jaren 80
Na een rol in de miniserie Pearl (1978), keerde Dickinson terug naar het grote scherm in de thriller Dressed to Kill (1980). Deze film leverde haar in 1981 een Saturn Award op voor beste actrice.
Ze had een minder gebruikelijke rol in Death Hunt (1981) met Charles Bronson, evenals Charlie Chan and the Curse of the Dragon Queen. Ze was de eerste keus voor de rol van 'Krystle Carrington' in de televisieserie Dynasty, maar sloeg dit aanbod af. In plaats daarvan probeerde ze een eigen sitcom te lanceren: The Angie Dickinson Show. Opnames voor deze show werden al na twee afleveringen stopgezet omdat ze vond dat het niet grappig genoeg was.
Nadien acteerde ze in enkele televisiefilms als One Shoe Makes it Murder (1982), Jealousy (1984), A Touch of Scandal (1984), en Stillwatch (1987). Ze had tevens een rol in de goed bekeken miniserie Hollywood Wives (1985).
Op het grote scherm vertolkte ze in 1987 opnieuw de rol van Wilma in Big Bad Mama II. Op 12 december 1987 presenteerde ze de kersteditie van Saturday Night Live.

### 1990 tot heden
In 1993 was Dickinson te zien in de miniserie Wild Palms, waarin ze de sadistische, militante zus van senator Tony Kruetzer speelde. Hetzelfde jaar was ze te zien in Gus Van Sants Even Cowgirls Get the Blues. In 1995 speelde ze mee in Burt Reynolds' thriller The Maddening.
Tijdens het eerste decennium van het nieuwe millennium speelde Dickinson een alcoholische dakloze moeder in Pay It Forward (2000). Tevens was ze te zien in films als Duets (2000) en Big Bad Love (2001).
Als fanatiek pokerspeelster deed ze in 2004 mee aan het tweede seizoen van Celebrity Poker Showdown.

### Persoonlijk leven
Dickinson was van 1952 tot 1960 getrouwd met Gene Dickinson. Ze had een goede relatie met Frank Sinatra, die ze vaak “de belangrijkste man in haar leven” noemde. Ze bleven goede vrienden tot aan zijn dood in 1998.
Van 1965 tot 1980 was Dickinson getrouwd met Burt Bacharach. Samen kregen ze in 1966 een dochter. Ze werd drie maanden te vroeg geboren, wat resulteerde in chronische gezondheidsproblemen. Ook bleek ze het syndroom van Asperger te hebben. Dickinson sloeg veel rollen af om meer tijd met haar dochter door te kunnen brengen. Uiteindelijk besloot ze haar onder te brengen in het Wilson Center. Op 4 januari 2007 pleegde haar dochter zelfmoord in haar appartement in Los Angeles.

## Prijzen
Veel van haar prijzen had Dickinson te danken aan de serie Police Woman. Zo werd ze driemaal voor de Emmy Award genomineerd voor haar rol in deze serie:
- 1975 - Police Woman
- 1976 - Police Woman
- 1977 - Police Woman

Ook won ze in 1975 een Golden Globe voor haar rol in Police Woman.
In 1987 kreeg ze een ster op de Walk of Fame.

## Filmografie
- Lucky Me (1954)
- Tennessee's Partner (1955)
- The Return of Jack Slade (1955)
- Man with the Gun (1955)
- Hidden Guns (1956)
- Tension at Table Rock (1956)
- Gun the Man Down (1956)
- The Black Whip (1956)
- Shoot-Out at Medicine Bend (1957)
- China Gate (1957)
- Calypso Joe (1957)
- Run of the Arrow (1957) (nasynchronisatie voor Sara Montiel)
- I Married a Woman (1958)
- Cry Terror! (1958)
- Rio Bravo (1959)
- I'll Give My Life (1960)
- The Bramble Bush (1960)
- Ocean's 11 (1960)
- A Fever in the Blood (1961)
- The Sins of Rachel Cade (1961)
- Rome Adventure (1962)
- Jessica (1962)
- Captain Newman, M.D. (1963)
- The Killers (1964)
- The Art of Love (1965)
- The Chase (1966)
- Cast a Giant Shadow (1966)
- The Poppy Is Also a Flower (1966)
- Point Blank (1967)
- The Last Challenge (1967)
- Sam Whiskey (1969)
- Some Kind of a Nut (1969)
- Young Billy Young (1969)
- Pretty Maids All in a Row (1971)
- The Outside Man (1972)
- Big Bad Mama (1974)
- The Angry Man (1979)
- Klondike Fever (1980)
- Dressed to Kill (1980)
- Charlie Chan and the Curse of the Dragon Queen (1981)
- Death Hunt (1981)
- Terror in the Aisles (1984)
- Big Bad Mama II (1987)
- Even Cowgirls Get the Blues (1993)
- The Maddening (1995)
- Sabrina (1995)
- The Sun, the Moon and the Stars (1996)
- The Last Producer (2000)
- Duets (2000)
- Pay It Forward (2000)
- Big Bad Love (2001)
- Ocean's Eleven (2001)
- Elvis Has Left the Building (2004)
- Madman Muntz: American Maverick (2005) (documentaire)
- 3055 Jean Leon (2006) (documentaire)
- The Brothers Warner (2008) (documentaire)
- Mending Fences (2009) (televisiefilm)